# NGC 4313
NGC 4313 (również PGC 40105 lub UGC 7445) – galaktyka spiralna (Sab), znajdująca się w gwiazdozbiorze Panny. Odkrył ją William Herschel 15 marca 1784 roku. Należy do Gromady w Pannie.